# 多疣丘頭鯰
多疣丘頭鯰，為輻鰭魚綱鯰形目蝌蚪鯰科的其中一種，為熱帶淡水魚類，分布於南美洲亞馬遜河及蓋亞那淡水流域，體長可達9.5公分，棲息在底層水域，生活習性不明，可做為觀賞魚。

## 扩展阅读
維基物種上的相關：多疣丘頭鯰